# Samuel Wilson
Samuel Wilson (13 tháng 9 năm 1766 - 31 tháng 7 năm 1854) là một người đóng gói thịt từ thành phố Troy, New York, được coi là nguồn gốc của biệt hiệu và hình tượng nhân hoá nổi tiếng của Hoa Kỳ là "Chú Sam".

## Di sản lịch sử

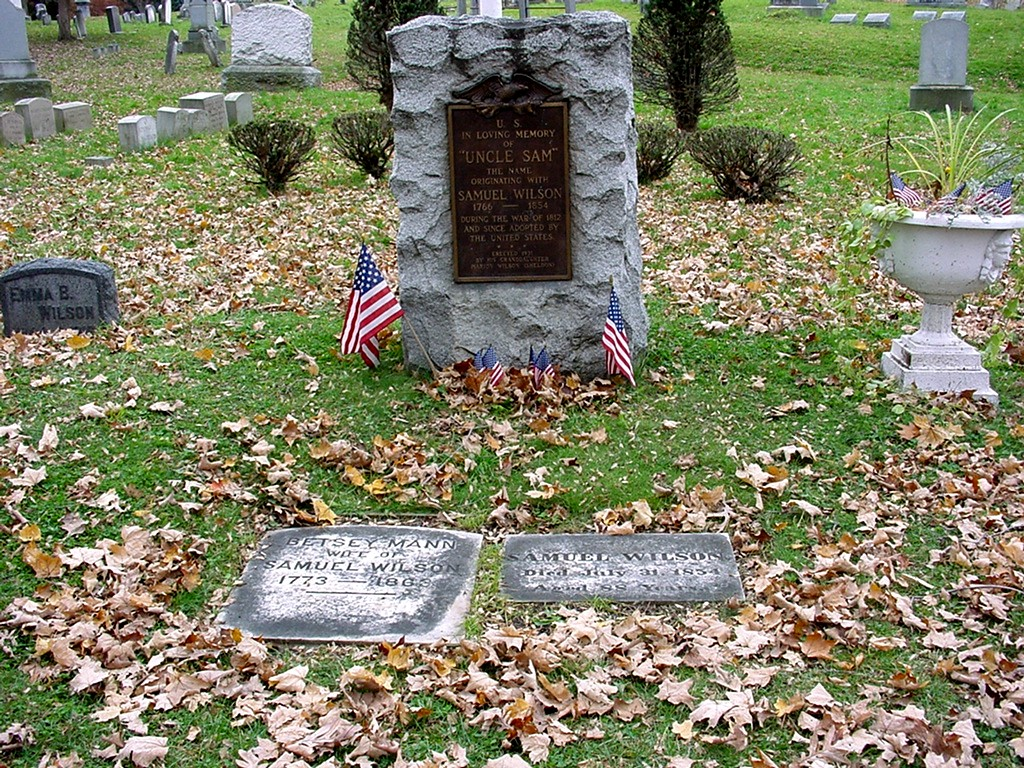
Ngôi mộ của Samuel Wilson ở Troy, New York

Samuel Wilson mất ngày 31 tháng 7 năm 1854, hưởng thọ 87 tuổi. Ban đầu ông được chôn cất ở Mt. Nghĩa trang Ida, nhưng sau đó được chuyển đến Nghĩa trang Oakwood ở Troy. Các di tích đánh dấu nơi sinh của ông ở Arlington, Massachusetts và nơi chôn cất ở Troy, New York. Một dấu ấn lịch sử ở New Hampshire (số 35) có tiêu đề "Nhà của Sam" đánh dấu ngôi nhà thời niên thiếu của ông ở Mason, New Hampshire.
Trong khi Samuel Wilson có thể hoặc không phải là "Chú Sam" ban đầu, Quốc hội Hoa Kỳ đã thông qua nghị quyết sau đây vào ngày 15 tháng 9 năm 1961:
Được giải quyết bởi Thượng viện và Hạ viện rằng Quốc hội chào mừng chú Sam Wilson của thành phố Troy, New York, với tư cách là tổ tiên của biểu tượng quốc gia của Mỹ về chú Sam.

## Bộ sưu tập

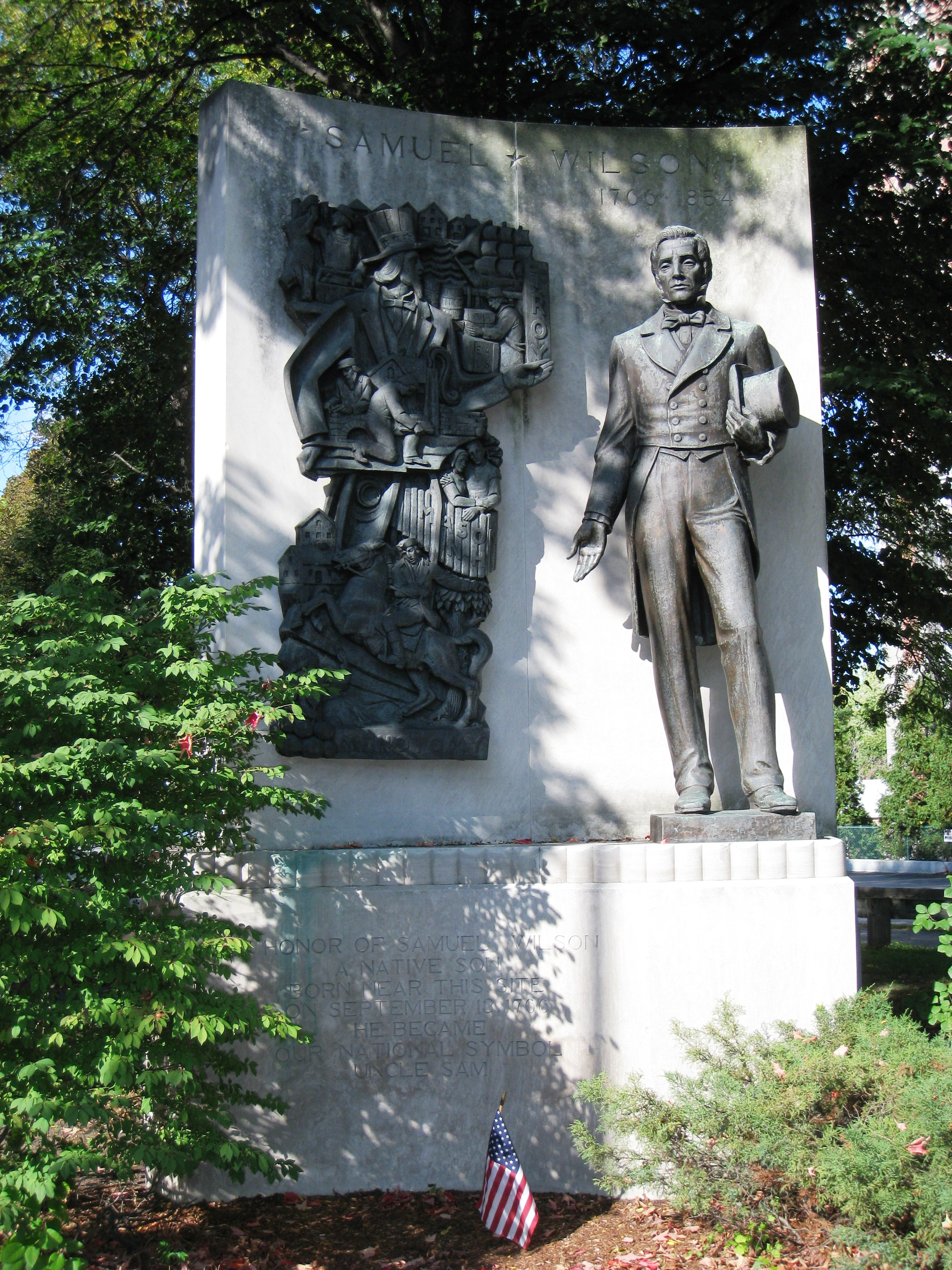
Tượng tưởng niệm Bác Sam, Arlington, Massachusetts
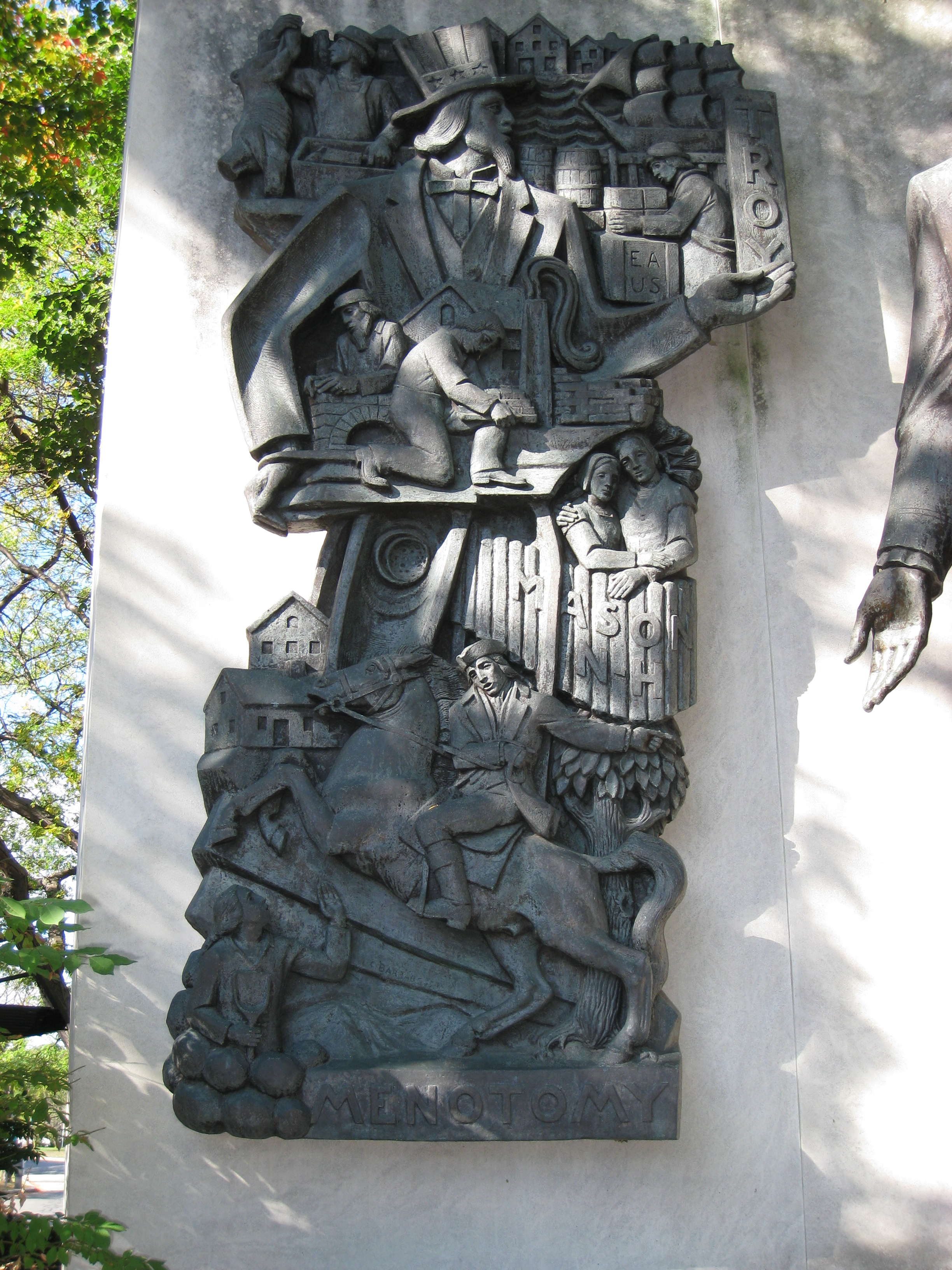
Chi tiết tượng chú Sam
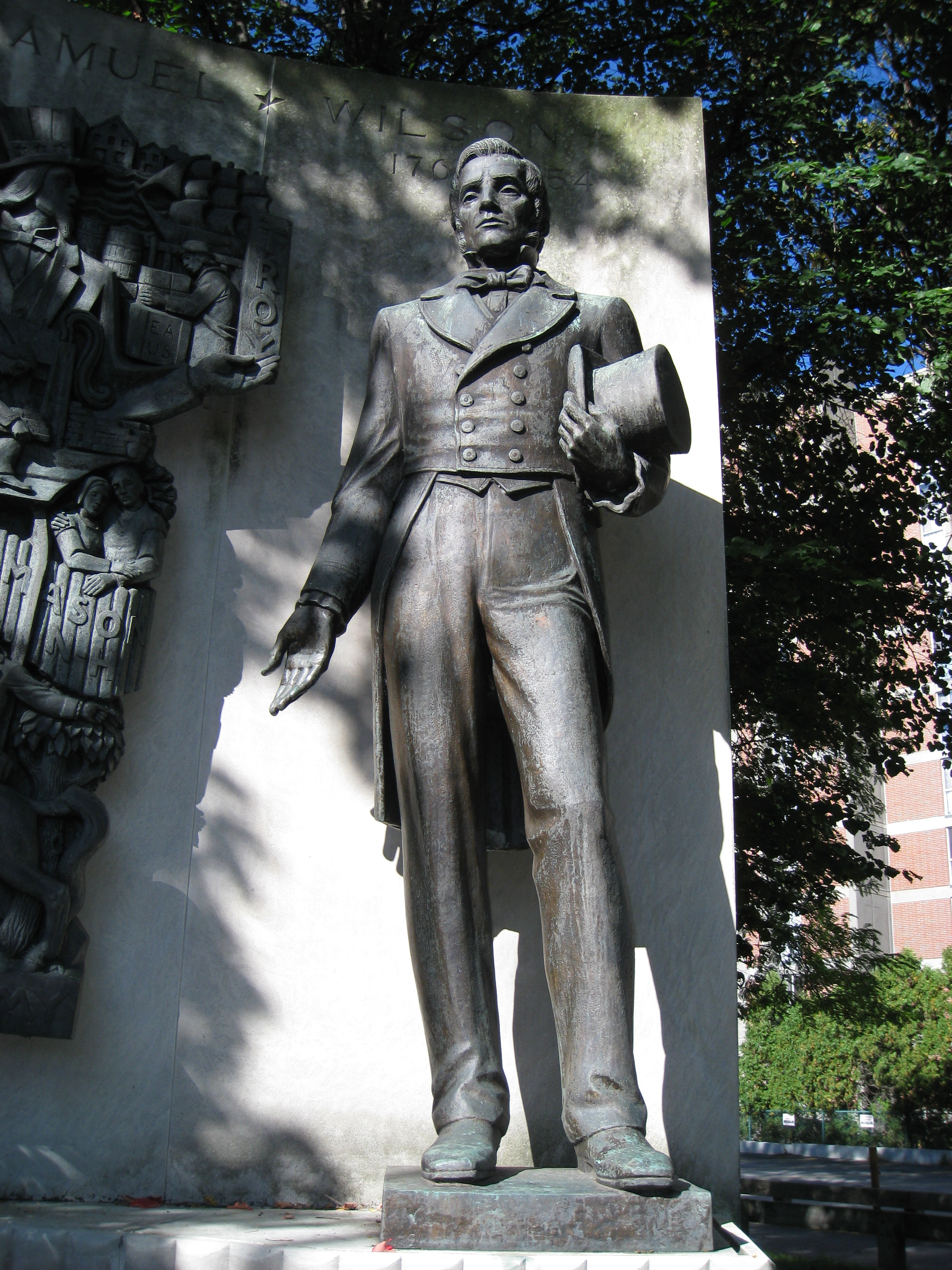
Chi tiết Samuel Wilson

## liên kết ngoại
- Samuel Wilson tại Find a Grave